# (6172) Prokofeana
(6172) Prokofeana es un asteroide perteneciente a asteroides que cruzan la órbita de Marte descubierto el 14 de octubre de 1982 por Liudmila Karachkina desde el Observatorio Astrofísico de Crimea (República de Crimea).

## Designación y nombre
Designado provisionalmente como 1982 TX. Fue nombrado Prokofeana en homenaje a Valentina Vladimirovna Prokof'eva, astrofísica prominente en el Observatorio Astrofísico de Crimea, pionera en el uso de la fotometría de televisión en astronomía y una de las autoras de la monografía Televisionnaya Astronomiya, publicada en ruso en 1974 y 1984. Ideó métodos para recibir y calibrar datos fotométricos de televisión de objetos tales como galaxias, binarios, planetas mayores y menores, cometas y satélites artificiales. Ha obtenido resultados significativos en la interpretación de los claros azules en Marte, las pulsaciones no radiales de las gigantes rojas, los componentes de las estrellas simbióticas y las variaciones de luz periódicas de la fuente de rayos X V1055 Ori. Descubrió múltiples periodicidades en las curvas de luz de varios planetas menores y las interpretó como consecuencia de su duplicidad y rotación de sus componentes.

## Características orbitales
Prokofeana está situado a una distancia media del Sol de 2,570 ua, pudiendo alejarse hasta 3,696 ua y acercarse hasta 1,444 ua. Su excentricidad es 0,438 y la inclinación orbital 15,88 grados. Emplea 1505,05 días en completar una órbita alrededor del Sol.

## Características físicas
La magnitud absoluta de Prokofeana es 15,2.